# Soldatenfriedhof Obermarchtal

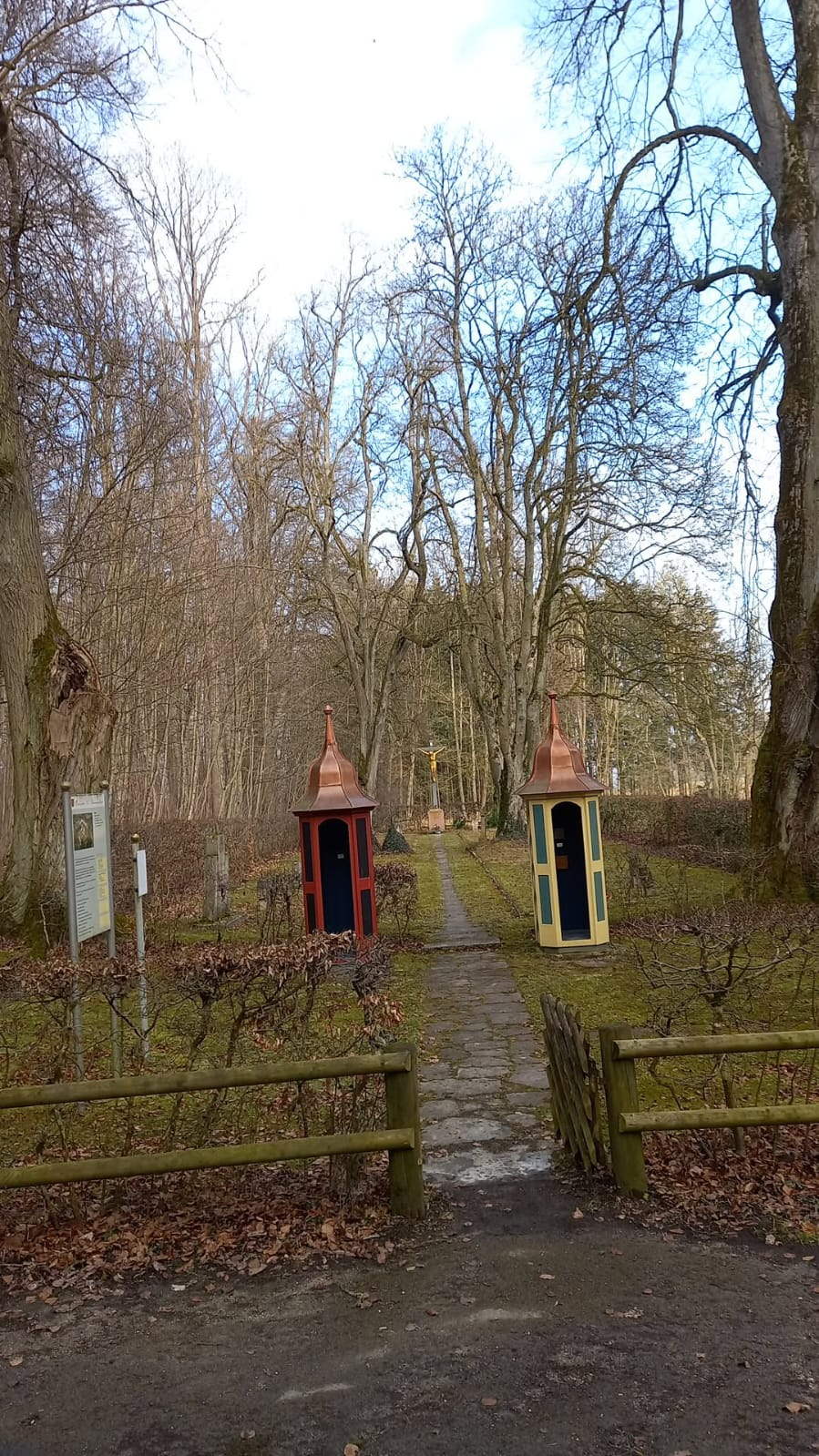
Eingang zum Soldatenfriedhof in Obermarchtal

Der Soldatenfriedhof Obermarchtal befindet sich in der Gemeinde Obermarchtal im Alb-Donau-Kreis etwa 15 Kilometer südwestlich von Ehingen. Er befindet sich direkt am südöstlichen Waldrand auf der Gemarkung Untermarchtal im Waldgebiet Holzreute XVIII am Gemeindeverbindungsweg zwischen Obermarchtal und Luppenhofen. An ihm führt der Hauptwanderweg 5 des Schwäbischen Albvereins vorbei. Zudem ist er von Obermarchtal und Untermarchtal her kommend mit braunen Wegweisern ausgeschildert und somit mit dem Auto, dem Fahrrad und zu Fuß sehr gut erreichbar. Ein Wanderparkplatz befindet sich direkt nebenan.

## Anfänge und historischer Hintergrund

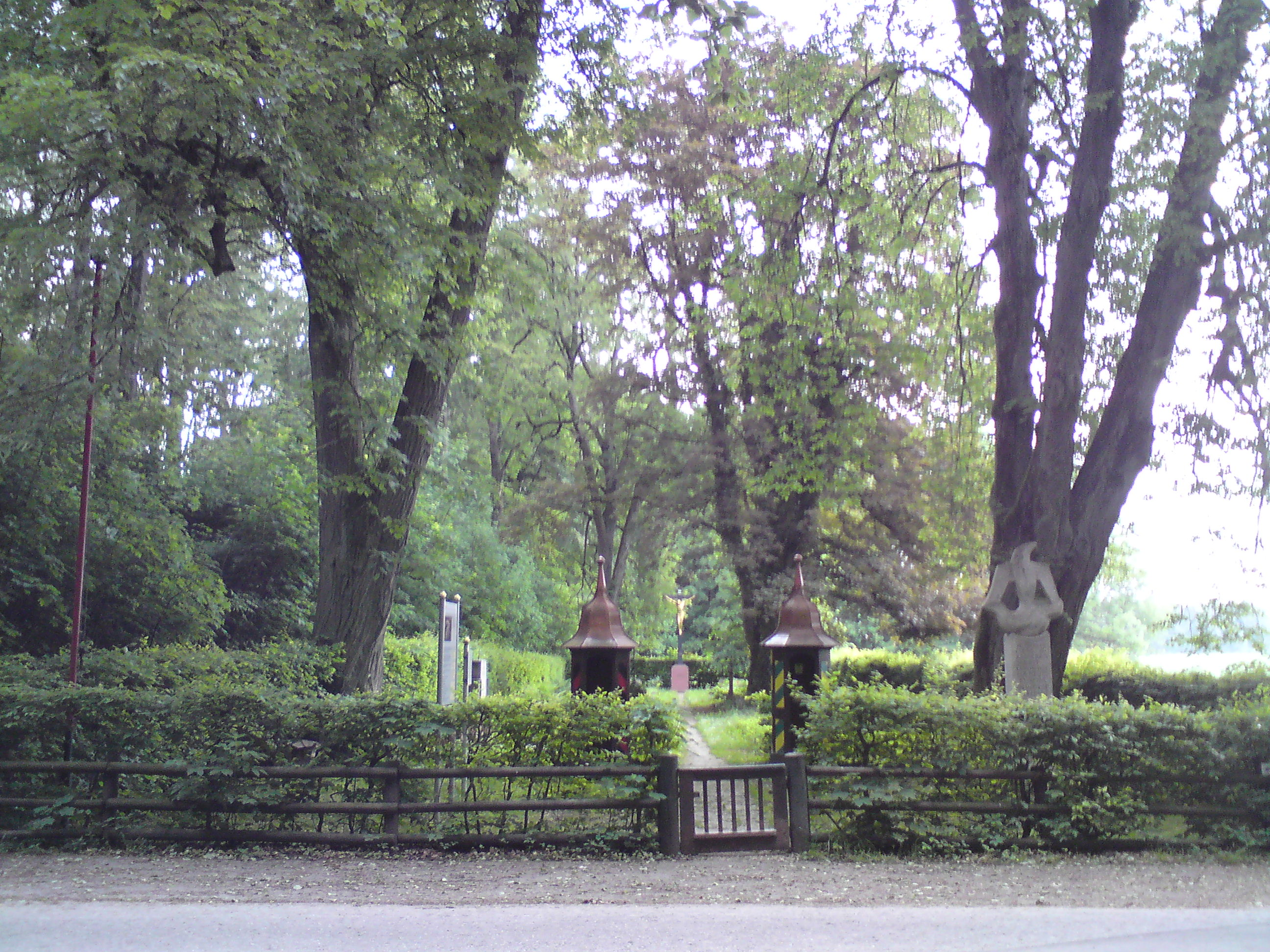
Gesamtansicht

Die Anfänge des historischen Soldatenfriedhofs Obermarchtal sind nur mündlich überliefert. Sie sollen weit in die Jahrhunderte zurückreichen. „Friedhof der Fremden“ nannte man ihn einst. Wer als Reisender, Pilger, Handwerksbursche oder Bettler in der Nähe von Obermarchtal verstarb, wurde, so wird berichtet, auf dem Friedhof der Fremden beerdigt. Besonders viele Soldaten, die im Lauf der Jahrhunderte auf der bedeutenden Heerstraße der Donau entlang von Westen zogen, sollen hier begraben sein.
Zahlreich waren die kriegerischen Handlungen, die in den letzten Jahrhunderten auch im oberschwäbischen Raum selbst und im Gebiet zwischen Sigmaringen und Ulm stattfanden. In den kriegerischen Auseinandersetzungen im Gefolge der Französischen Revolution und in den Kriegen, die Napoleon bis zu seiner Verbannung auf die Insel St. Helena gegen fast ganz Europa führte, wird der Friedhof der Fremden erstmals erwähnt.

## 18. Jahrhundert
Seit 1790 muss es in Obermarchtal immer wieder Einquartierungen von Soldaten gegeben haben, auch müssen einzelne Gebäude als Lazarette benutzt worden sein. Alle Berichte stimmen darüber überein, dass ab 1813/14 die verstorbenen Militärangehörigen auf dem Friedhof der Fremden beerdigt wurden. Er wird seitdem in den Quellen Soldatengottesacker oder Soldatenfriedhof genannt.

## Erster und Zweiter Weltkrieg
Auch im Ersten und Zweiten Weltkrieg wurden die Räumlichkeiten des ehemaligen Prämonstratenserklosters und späteren Schlosses Marchtal als Militärspital bzw. Lazarett genutzt. Beide Kriege haben auf dem Soldatenfriedhof ihre Gräber hinterlassen. Die Kriegsgräberliste des Bürgermeisteramtes Obermarchtal nennt 20 Soldaten des Zweiten Weltkrieges, die auf dem Soldatenfriedhof ihre letzte Ruhe fanden.
Die letzte Beisetzung fand, mit dem Wehrmachtdekan a. D. Franz Borgias Schmid, im Jahr 1972 statt.

## Französische Besatzungszeit
Während der französischen Besatzungszeit ließ die Militärregierung in Ehingen nach Zeugnissen und Spuren forschen, welche die französische Nation im Laufe der Geschichte im Kreis Ehingen hinterlassen hatte.
Neben Zeugnissen über den Aufenthalt der österreichischen Erzherzogin Marie-Antoinette in Obermarchtal, wo die noch nicht fünfzehnjährige Tochter Maria Theresias am 1. Mai 1770 auf dem Weg zu ihrer Vermählung nach Versailles nächtigte, wird auch der Soldatenfriedhof Obermarchtal als letzte Ruhestätte zahlreicher Franzosen aufgeführt. Seither erinnert auf dem Friedhof an die hier ruhenden französischen Soldaten ein Grabmal, das von der französischen Militärregierung errichtet wurde.

## Gegenwart

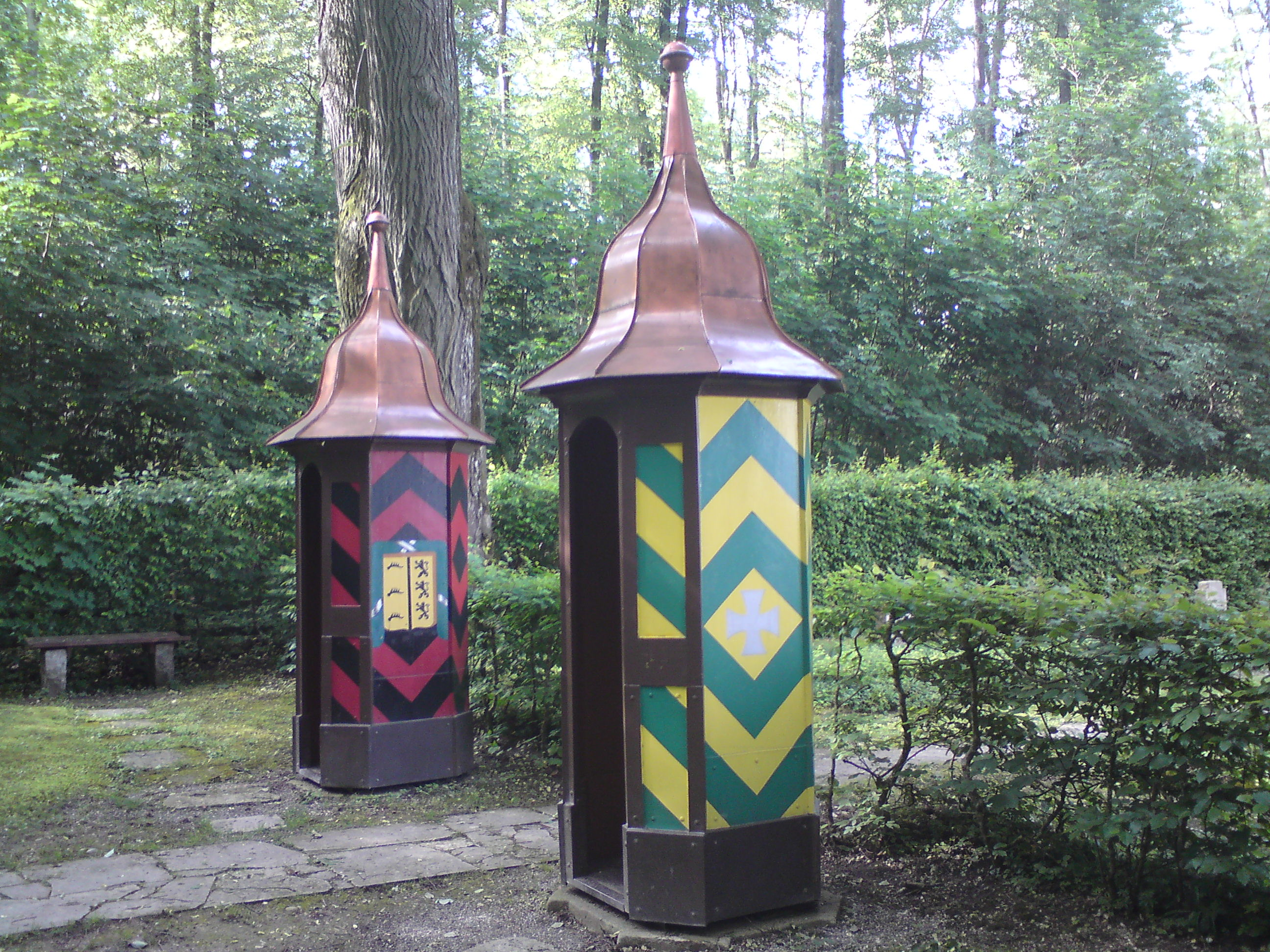
Die beiden Wachhäuschen am Eingang

In regelmäßigen Abständen besuchten seitdem französische Militärdelegationen den Soldatenfriedhof Obermarchtal, um ihrer gefallenen und verstorbenen Landsleute zu gedenken. Zuletzt fand im September 1993 eine Feierstunde französischer Veteranen der Division des Marechal Ledere zusammen mit Soldaten der Bundeswehr statt, zum Gedenken an die Opfer aller Kriege.
1954/1955 ließ der Volksbund Deutsche Kriegsgräberfürsorge den Friedhof unter Wahrung des historischen Gepräges neu gestalten. An die Stelle der früheren Einzelgräber mit Kreuzen aus Eichenholz traten vier Gräberfelder mit niederen Natursteinkreuzen aus Gauinger Travertin. Soweit die Namen der Toten bekannt waren, wurden sie in die Kreuze gemeißelt. Zwei Schilderhäuschen stellte man links und rechts des Einganges zum Friedhof auf. Der historische Soldatenfriedhof ist zu einer würdigen Gefallenen-Ehrenstätte geworden, die seit vielen Jahren von der Altersabteilung der Freiwilligen Feuerwehr Obermarchtal gepflegt wird.
Im Vorfeld errichtete der Volksbund eine Säule. Sie wird von einer Skulptur gekrönt, die den Wundervogel Phönix darstellt, der beim Herannahen des Todes einen Horst aus wohlriechenden Hölzern baut, sich darin verbrennt und verjüngt aus der Asche wieder aufersteht. Phönix ist das Sinnbild der Unsterblichkeit und der ständigen Erneuerung der Völker.

## Inschriften
Folgende Inschriften sind in die Säule eingeprägt:
„Gleiches Los  – gleiches Grab“
„Hier ruhen 1000 Soldaten europäischer Völker aus Kriegen zweier Jahrhunderte. Die meisten verstarben 1814/15 im Spital zu Obermarchtal. In den beiden Weltkriegen kamen 27 deutsche Gefallene hinzu. Der Volksbund Deutsche Kriegsgräberfürsorge schuf Ihnen diese Ehrenstätte.“
Auf der Vorderseite der Denkmalsäule steht der in die Zukunft weisende Sinnspruch:
„AUS IHRER GRABKAMERADSCHAFT ERWACHSE EIN NEUES EUROPA IN WÜRDE UND FREIHEIT“
Die Inschrift des französischen Gedenksteines lautet ins Deutsche übersetzt:
„Hier ruhen verbunden im Frieden und des Todes Soldaten aus allen Teilen Europas.
Lefevre Jean Louis von französischen Verviers Aisne verschieden durch Verwundung in Obermarchtal am 22.5.1800.
Privat Franz franz. Offizier gestorben am 15.12.1793.
Tronch Josef Reiter in der großen Franz. Armee, 2. Reg. Im Kampf tödlich verwundet in Obermarchtal am 11.8.1806
und andere unbekannte Franzosen
errichtet durch das 96. Bataillon du Genie 5 der französischen Armee am 20.2.1946.“

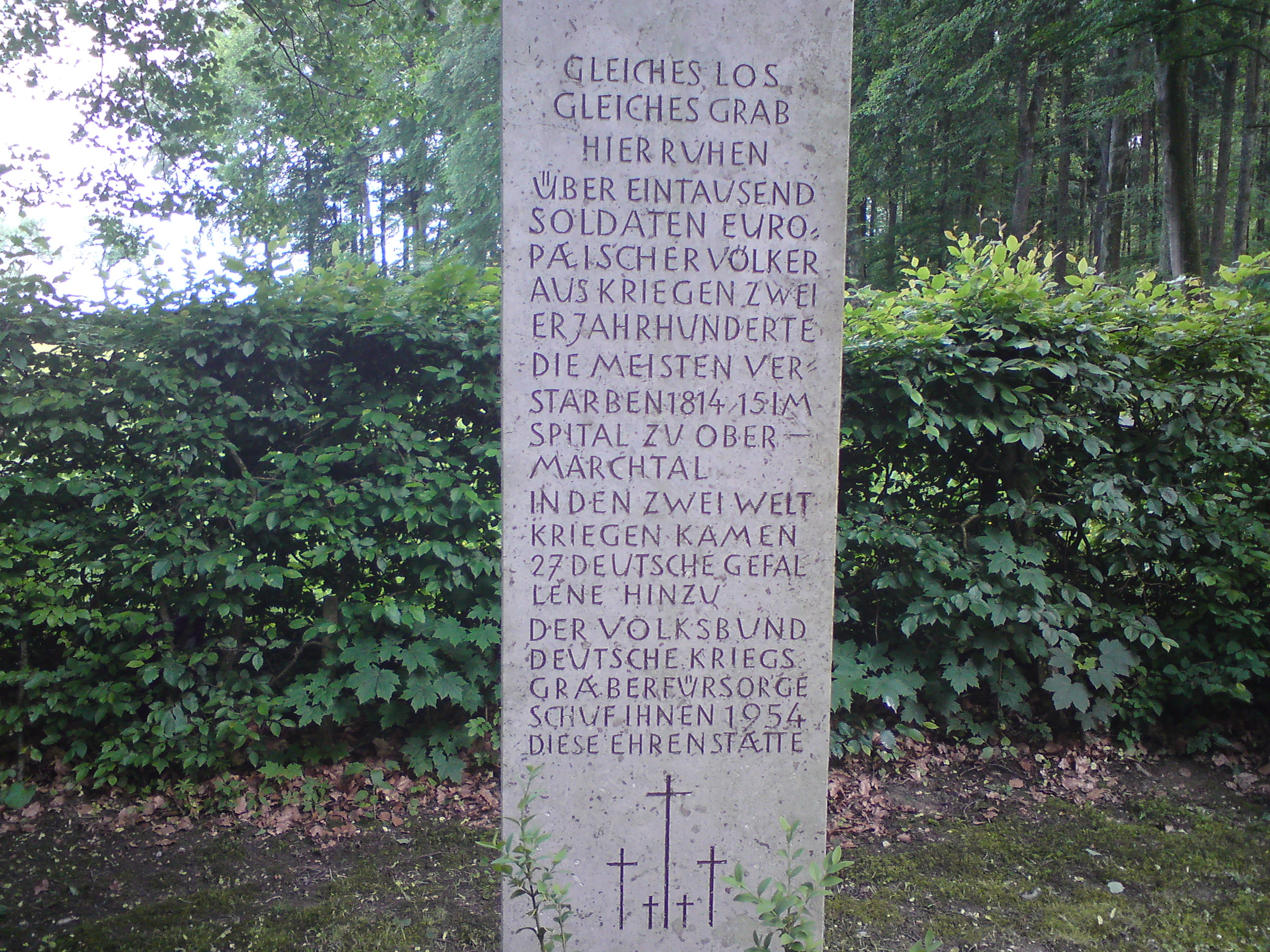
Gleiches Los  – gleiches Grab
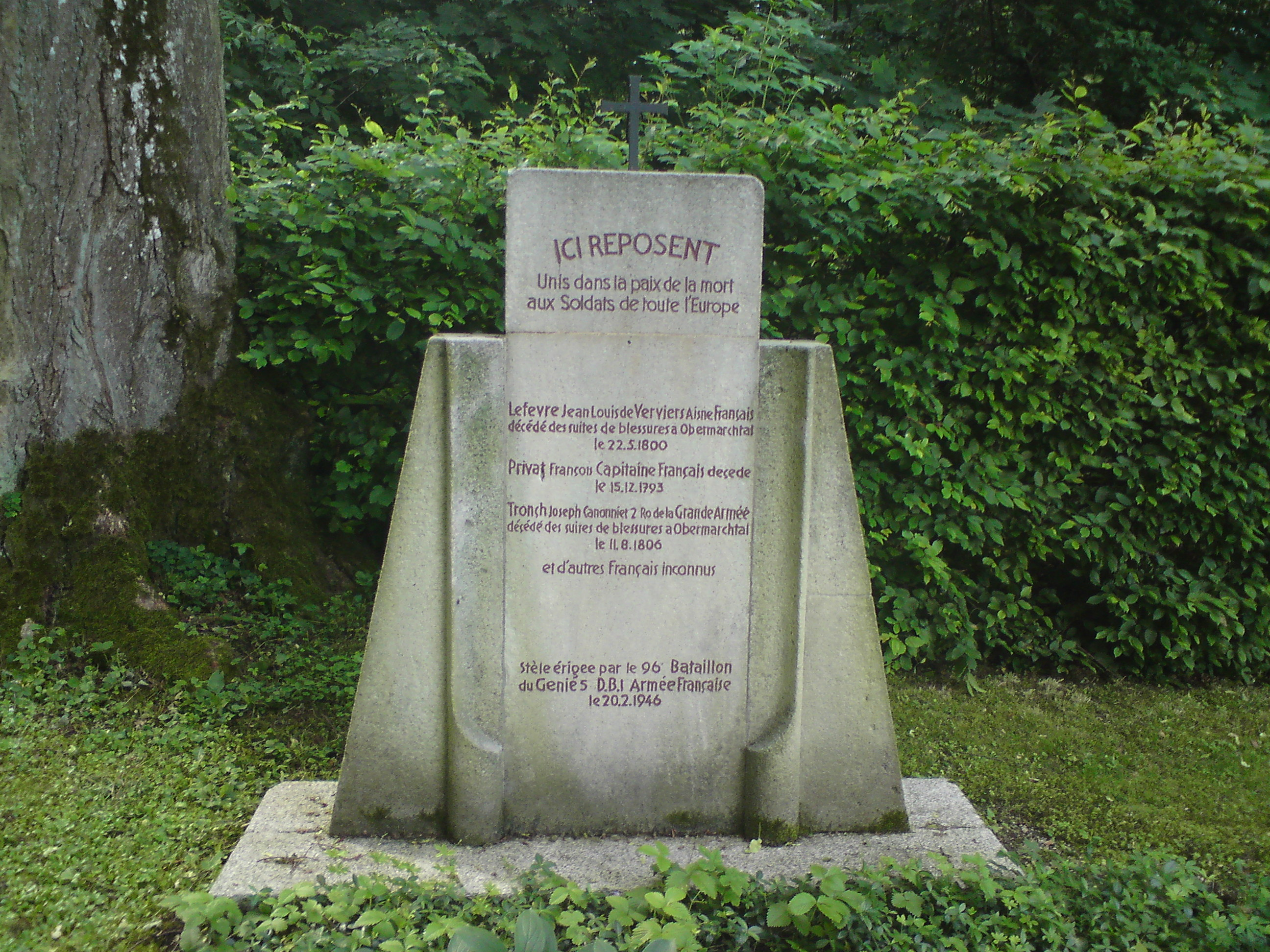
Gedenkstein der Französischen Militärverwaltung
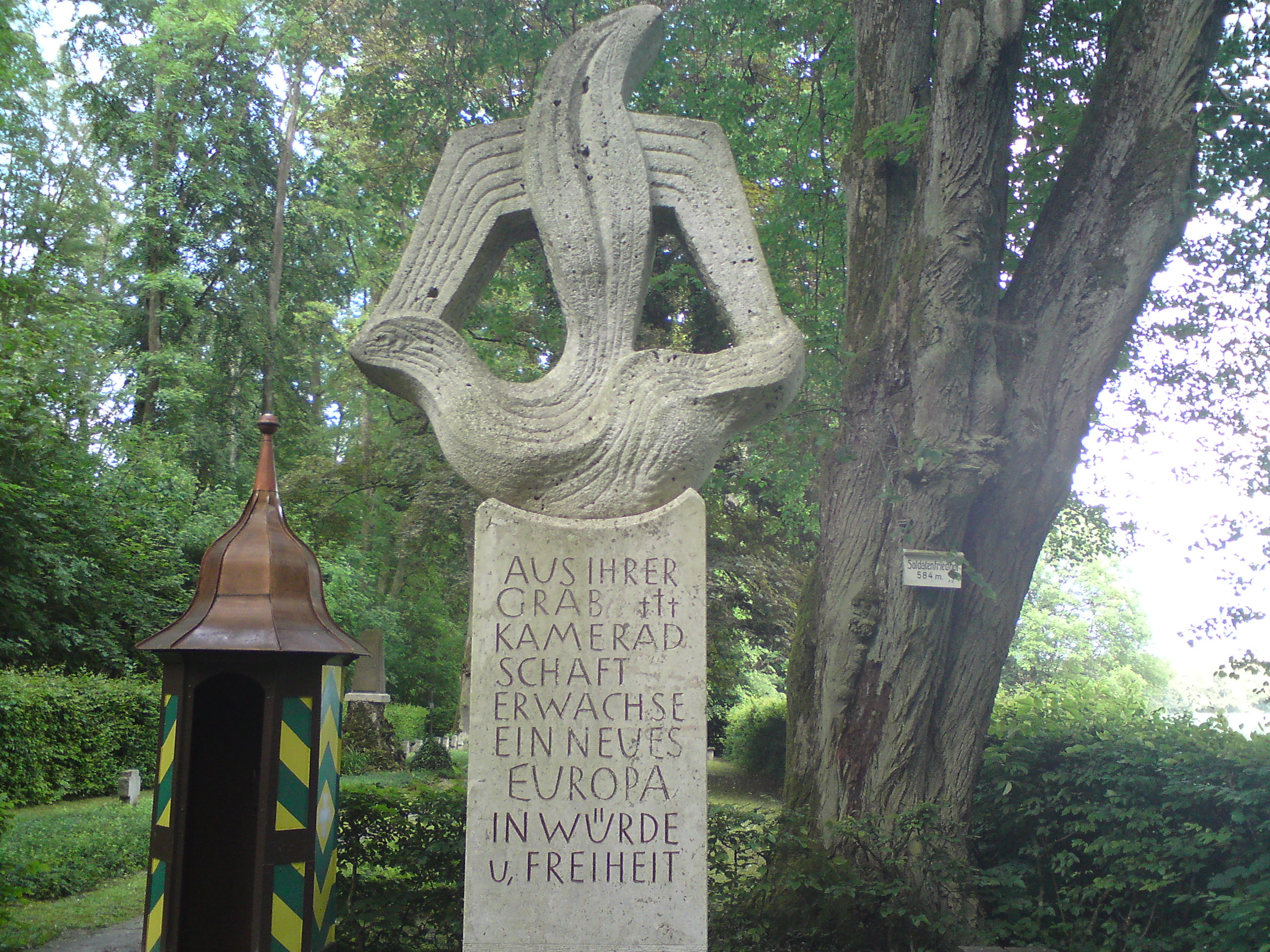
Gedenksäule „Phönix aus der Asche“